# Alcmaeoniden

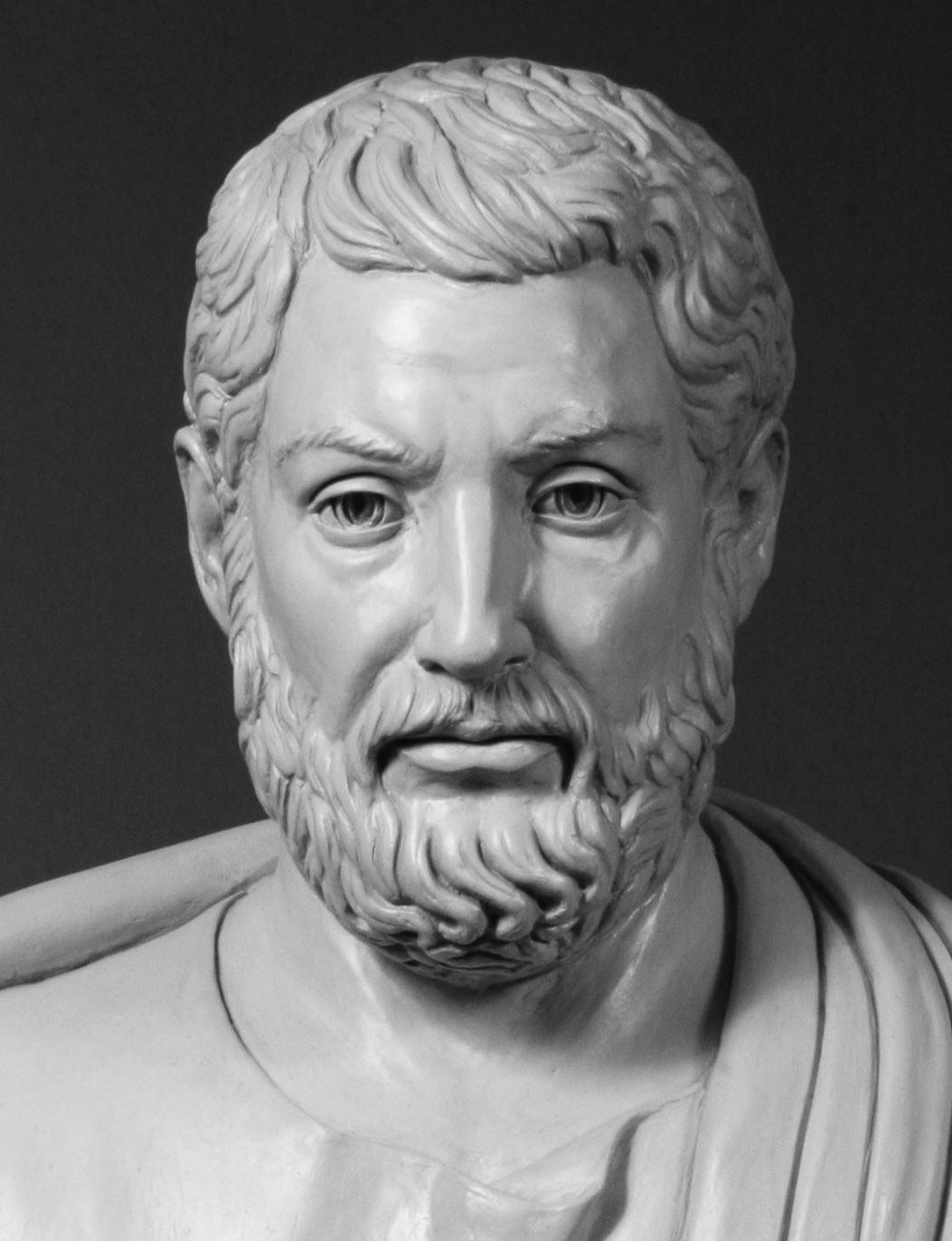
Clisthenes

De Alcmaeoniden (Grieks: Ἀλκμαιωνίδαι of Ἀλκμεωνίδαι) waren een oude, aanzienlijke familieclan in het antieke Athene, die gedurende eeuwen een belangrijke rol speelde in het politieke leven van die stad. Onder meer Megacles, Clisthenes, Pericles en Alcibiades hebben tot dit geslacht behoord.
Zij beroemden zich erop af te stammen van de oud-Atheense koning Alcmaeon, een achterkleinzoon van de Homerische held Nestor van Pylos. Vanwege een oude misstap (een daad van heiligschennis in de tempel van Athena) meenden sommigen dat er op het geslacht een vloek rustte; hiervan maakten latere politieke tegenstanders handig gebruik.
Als familie oefenden zij vooral een grote invloed uit in de 6e eeuw v.Chr., toen zij als fervente tegenstanders van de tirannie bekendstonden. Nadat zij door Pisistratus uit Athene verbannen waren, lieten zij op hun kosten in Delphi de afgebrande tempel van Apollo herbouwen. Dat deden zij blijkbaar niet zonder bijbedoelingen, want het orakel deed nadien een voor hen gunstige uitspraak, waardoor zij in 510, na de verdrijving van Hippias, naar Athene konden terugkeren.
Na de Perzische Oorlogen was de invloed van de Alcmaeoniden aanzienlijk geslonken, hoewel zij toch nog enkele belangrijke politici leverden, zoals Pericles en (langs moederskant) Alcibiades.
 Portaal Oudheid · Athene · Geschiedenis van Griekenland · Geschiedenis van Athene